# بيتا لازوردي الصدر
بيتا لازوردي الصدر (الاسم العلمي: Pitta steerii) (بالإنجليزية: Azure-breasted Pitta)‏ هي نوع من الطيور تتبع جنس البيتا من فصيلة طيور البيتا.